# Leo Hirsch
Pour les articles homonymes, voir Hirsch.
Leo Hirsch, né le 18 janvier 1903 à Posen (royaume de Prusse, actuellement en Pologne) et mort le 6 janvier 1943 à Berlin (Allemagne), est un journaliste et écrivain allemand.